# Brasschaat
Brasschaat ist eine belgische Gemeinde im Großraum Antwerpen in der Region Flandern mit 38.470 Einwohnern (Stand 1. Januar 2024).
Das Stadtzentrum von Antwerpen liegt etwa zehn Kilometer südwestlich und Brüssel 50 Kilometer südlich.
Die nächsten Autobahnanschlussstellen befinden sich bei Merksem und Sint-Job-in-’t-Goor an der A1/E 19.
In Kapellen befinden sich der nächste Regionalbahnhof und in Antwerpen halten auch überregionale Schnellzüge.
Der Flughafen Antwerpen ca. zwölf Kilometer südlich der Gemeinde ist der nächste Regionalflughafen und der Flughafen Brüssel-Zaventem nahe der Hauptstadt Brüssel ist ein Flughafen von internationaler Bedeutung.

## Geschichte
Aufgrund seiner strategischen Lage zur Verteidigung des Antwerpener Hafens war Brasschaat im Ersten Weltkrieg ein wichtiger militärischer Vorposten. Zwischen 1937 und 1939 wurde die Anlage mit Bunkern und Panzersperren verstärkt und ausgebaut. Das 1912 errichtete Fort Brasschaat kann heute besichtigt werden. Viele der noch existierenden Bauwerke dienen heute als Behausung von Fledermauskolonien.
Brasschaat ist als Austragungsort internationaler Triathlon-Wettbewerbe bekannt, am 27. Juni 2010 etwa fand ein Premium-Europacup statt.

## Politik

### Stadtrat
- PVDA: 1
- Vooruit – Gr: 4
- VLD: 0
- CD&V: 5
- N-VA: 18
- VB: 5

Nach der Wahl hatte die NVA eine absolute Mehrheit.

## Gemeindepartnerschaften
Brasschaat unterhält Partnerschaften mit der rheinland-pfälzischen Stadt Bad Neuenahr-Ahrweiler und der bolivischen Großstadt Tarija.

## Söhne und Töchter der Gemeinde
- Charles Myr Lesaar (1884–1941), Künstler
- Jean-Marie Pfaff (* 1953), Fußballspieler
- Koen Geens (* 1958), Rechtswissenschaftler und Professor für Gesellschaftsrecht
- Marie-Claire Foblets (* 1959), Juristin und Sozialanthropologin
- Admiral Freebee (eigentlich Tom Van Laere) (* 1974), Singer-Songwriter
- Teun Verbruggen (* 1975), Jazzmusiker
- Veerle Baetens (* 1978), Schauspielerin, Autorin und Sängerin
- Bart Mollin (Skirennläufer) (* 1981), Skirennläufer
- Gill Swerts (* 1982), Fußballspieler
- Pieter Jacobs (* 1986), Radrennfahrer
- Janice Cayman (* 1988), Fußballspielerin
- Tom Meeusen (* 1988), Mountainbike- und Cyclocrossfahrer
- Stef Boden (* 1990), Cyclocrossfahrer
- Wietse Bosmans (* 1991), Cyclocrossfahrer
- Emmanuel Stockbroekx (* 1993), Hockeyspieler
- Renée Eykens (* 1996), Leichtathletin
- Brian Raman (* 1996), Dartspieler
- Jochem Vermeulen (* 1998), Mittelstreckenläufer
- Viktor Verschaeve (* 1998), Radrennfahrer
- Maxim Van Gils (* 1999), Radrennfahrer
- Pjotr Dielen (* 2000), Biathlet
- Niels De Ridder (* 2001), Basketballspieler
- Thijs De Ridder (* 2003), Basketballspieler
- Matteo Dams (* 2004), Fußballspieler

## Weblinks

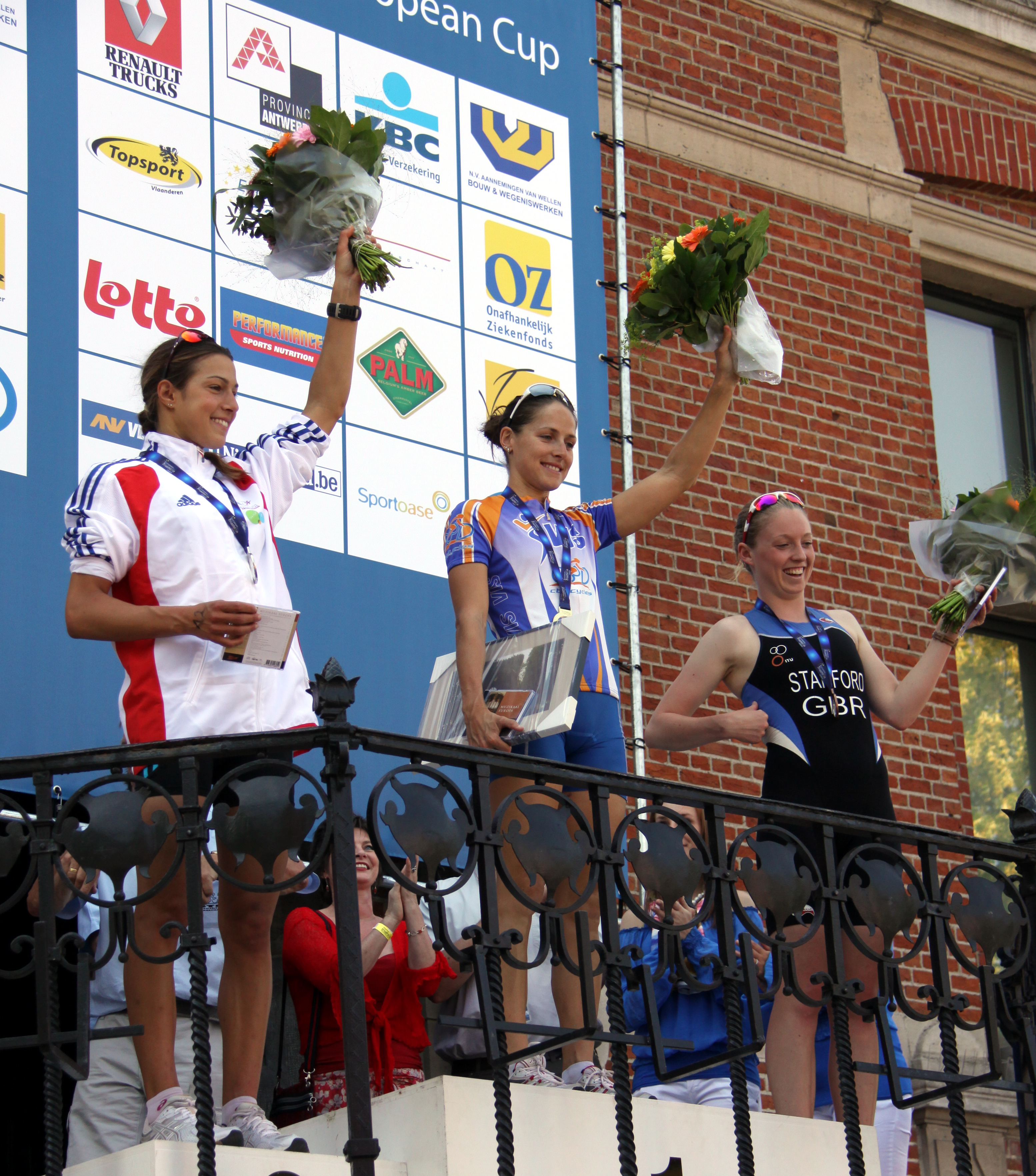
Die Gewinnerinnen des Premium-Europacup-Triathlons in Brasschaat 2010: Morel, Densham, Stanford

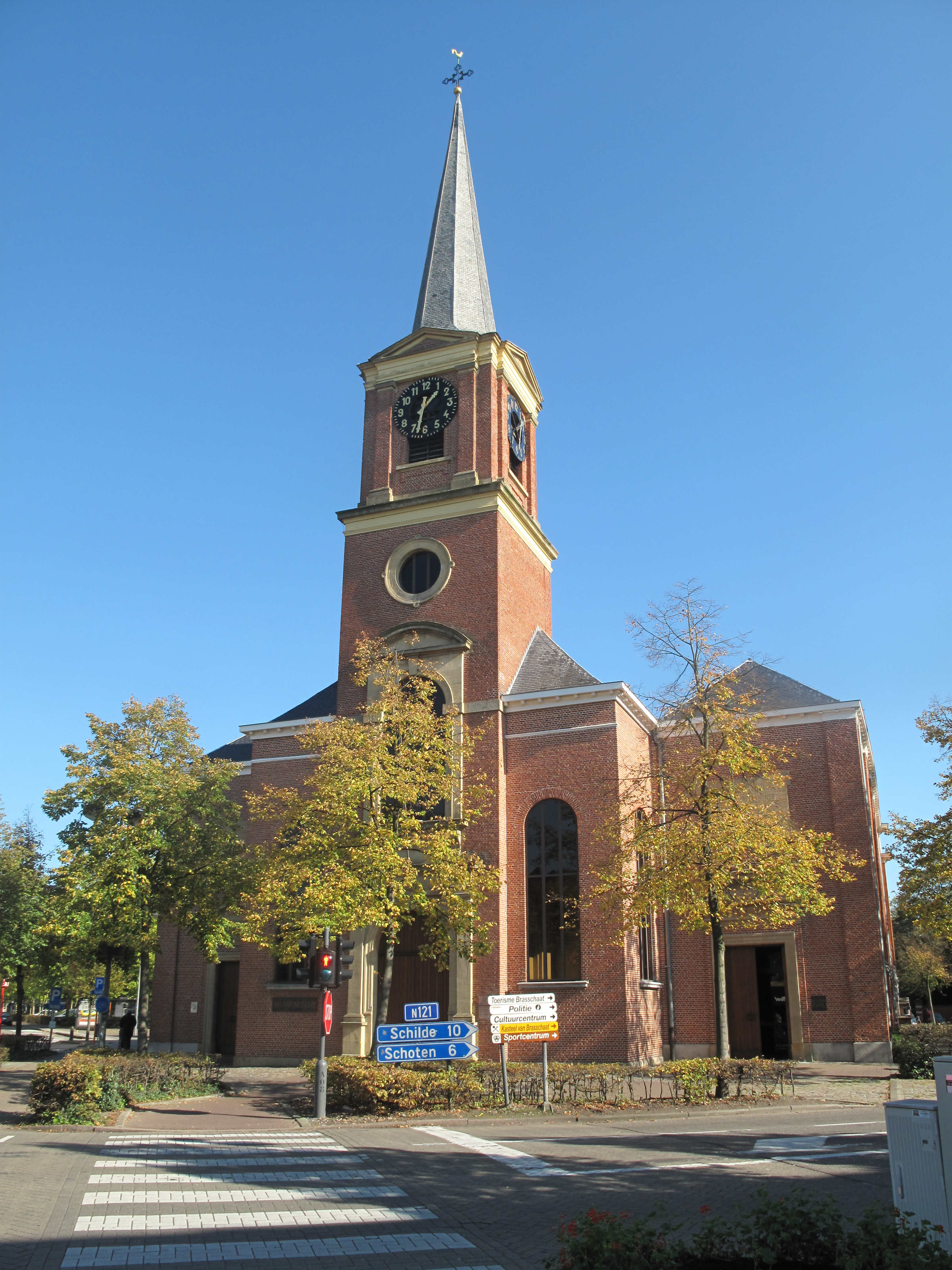
Brasschaat, Kirche
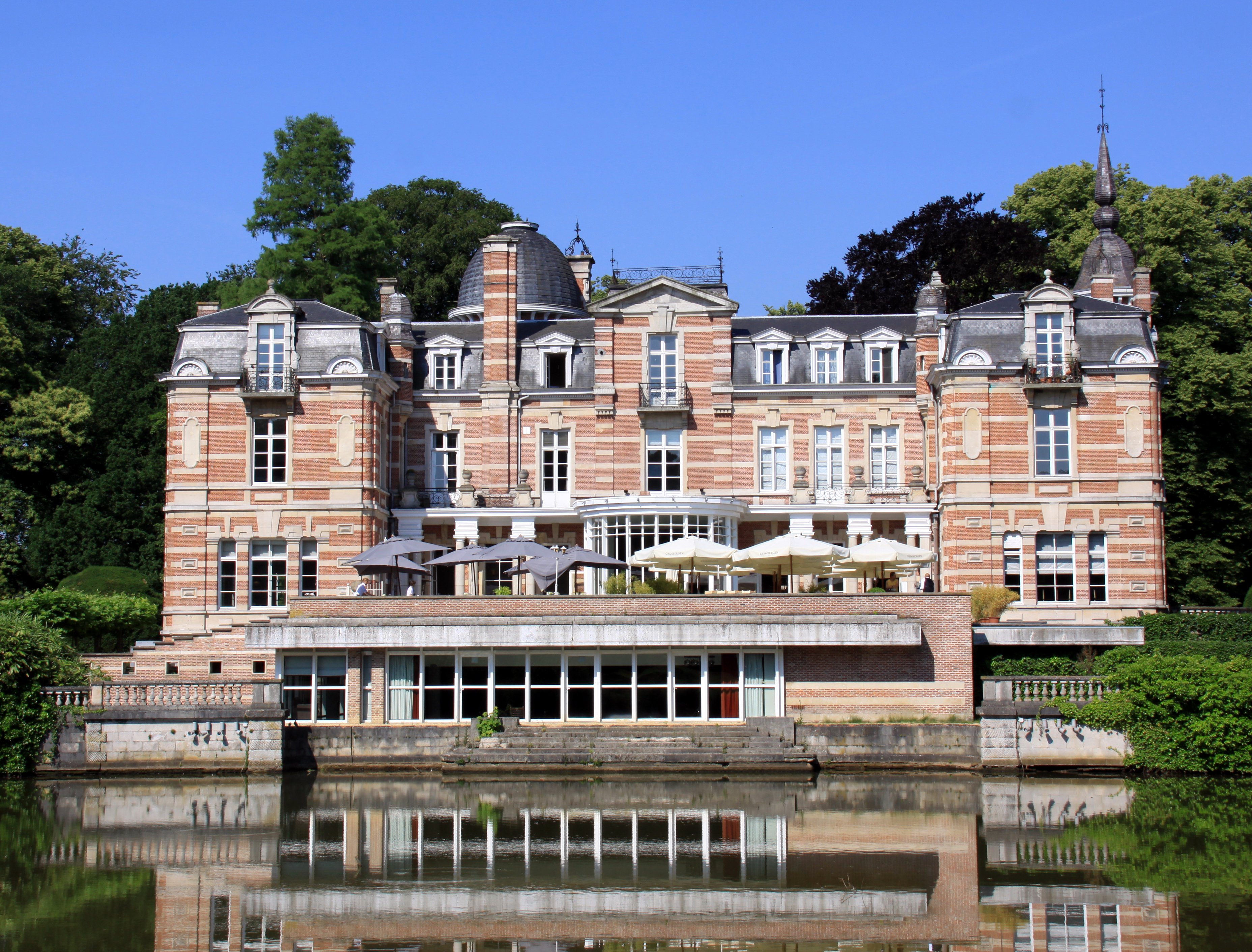
Das Schloss im Gemeindepark (Kasteel van Brasschaat), 19. Jahrhundert
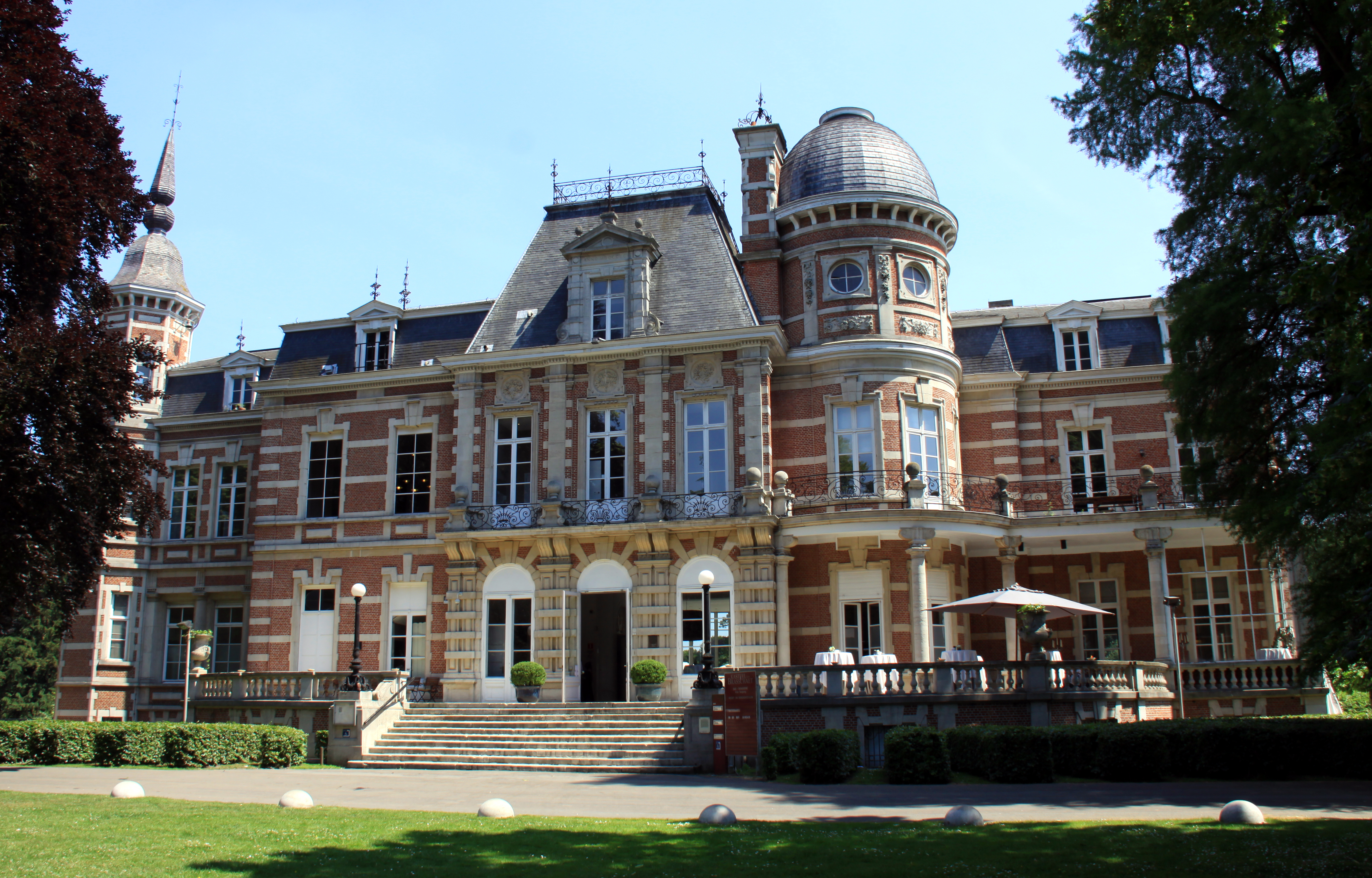
Das Schloss vom Park im Westen aus
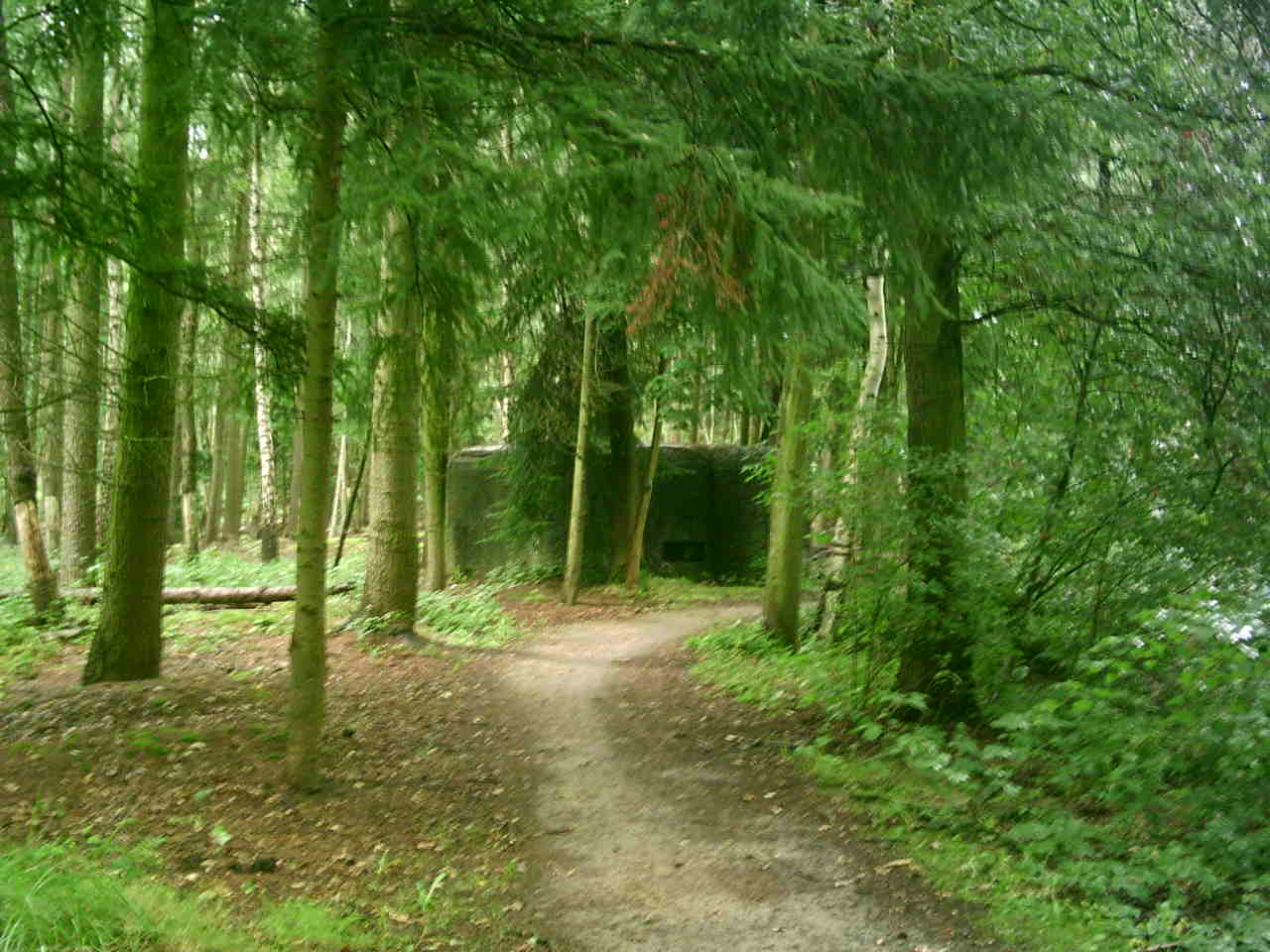
Bunkeranlage und Panzersperre